# Yerazgavors
Yerazgavors (in armeno Երազգավորս?) è un comune di 1 395 abitanti (2008) della provincia di Shirak in Armenia.